# Відрядження до санаторію
«Відрядження до санаторію» — радянський художній фільм 1981 року, знятий режисером Аркадієм Айрапетяном на кіностудії «Вірменфільм».

## Сюжет
Поїздка до санаторію обернулася для робітника Багдасара звичайним відрядженням, де він починає займатися виробничими проблемами свого заводу.

## У ролях
- Хорен Абрамян — Багдасар
- Віра Івлєва — секретарка
- Сергій Плотников — Федір Кирилович
- Антоніна Богданова — Никифорівна
- Михайло Кутєпов — Нерсес
- Федір Шмаков — Кузьмич
- Галина Макарова — Трохимівна
- Ігор Кашинцев — заступник директора
- Нерсес Оганесян — Артюша
- Роман Ткачук — адміністратор
- Юрій Чернов — Юра
- Борислав Брондуков — Єгор
- Володимир Нікітін — Сергій
- Валентин Голубенко — Василь
- Віктор Уральський — Ларіонович
- Олександр Аржиловський — Сашко
- Іван Жаров — вахтер
- Ніна Розанцева — сусідка

## Знімальна група
- Режисер — Аркадій Айрапетян
- Сценарист — Еммануїл Мнацаканян
- Оператор — Рудольф Ватінян
- Композитор — Тигран Мансурян
- Художник — Рафаель Бабаян